# Kuuskari (halvö)
Kuuskari är en halvö i Finland.   Den ligger i landskapet Satakunta, i den sydvästra delen av landet, 230 km nordväst om huvudstaden Helsingfors. Kuuskari ligger på ön Lindikmo.